# Kebonrejo (Kepung)
Kebonrejo is een bestuurslaag in het regentschap Kediri van de provincie Oost-Java, Indonesië. Kebonrejo telt 3963 inwoners (volkstelling 2010).